# あんた
「あんた」は、1984年5月21日に発売されたやしきたかじんの12枚目のシングル。

## 解説
たかじんとたかじんの一人目の妻との想いをベースに作られており、その後その妻の死があり人前で歌わなくなったという話が、たかじんの死後に報じられている。
当時のたかじんは「関西（大阪）では売れるが、その他の地域では売れない歌手」として知られており、本シングルの売上の8割は大阪でのものだった。

## 収録曲
- 両楽曲共に、編曲：若草恵

1. あんた [04:05]
作詞・作曲：伊藤薫
2. 愛したあとからメランコリー [03:37]
作詞・作曲：谷口雅洋

## カバー
- 香西かおり（1995年、アルバム『綴織百景 VOL.5 大阪物語』収録）